# ロストフ
ロストフ（Росто́в, Rostov, 古ノース語: Rostofa）は、ロシアのヤロスラヴリ州にある古都。モスクワから北東へ225km、ヤロスラヴリの南西53キロ、ネロ湖のそばに栄えたロシア最古級の町で、いわゆる「黄金の環」を構成する都市の一つ。年代記では862年が初出。
ドン川沿いの大都市ロストフ（ロストフ・ナ・ドヌ）と区別するために、ロストフ・ヴェリーキー（Ростов Великий, 大ロストフ）、或いはロストフ・ヤロスラフスキーと呼ばれることもある。鉄道駅はロストフ・ヤロスラフスキー駅と呼ばれ、モスクワからヤロスラヴリ方面行きの多くの列車が停車する。

## 歴史

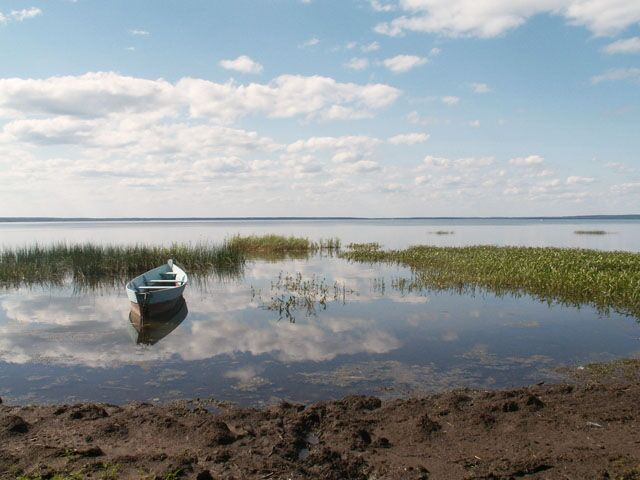
ネロ湖

ロストフの町ができる以前、ネロ湖周辺にはサルスコエ＝ゴロディシシェ（Сарское городище, 「サラ川の砦」）という要塞の町があった。学者の中にはこれをフィン・ウゴル語族のメリャ人の首都と考える者もいれば、ヴォルガ川とバルト海を結ぶ河川交易路の途中にあるヴァイキング（ヴァリャーグ）の重要な要塞・交易都市と考える者もいる。ロストフは862年の記録ではすでに重要な都市であり、1949年の発掘では木片で舗装された道も見つかり、年輪年代学調査から963年にさかのぼるとされた。この時期にロストフはサルスコエに代わりこの地方の主要都市となった。
988年には、キエフ大公ウラジーミル1世の息子ヤロスラフ（ヤロスラフ賢公）が父によりロストフに配置された。北東ルーシの町ロストフは、ロストフ公家の祖であるウラジーミル大公コンスタンチン（1185年-1218年）の時代には強国・「ロストフ公国」の中心地としてキエフ・ルーシの中でも最も重要な都市の一つとなるに至った。やがてロストフ公国は「ロストフ・スーズダリ公国」、「ウラジーミル・スーズダリ大公国」となり、中心はより新しいスーズダリやウラジーミルに移っていった。1238年にはモンゴル帝国により略奪・破壊され、1474年にはウラジーミル・スーズダリ大公国もモスクワ公国に吸収された。

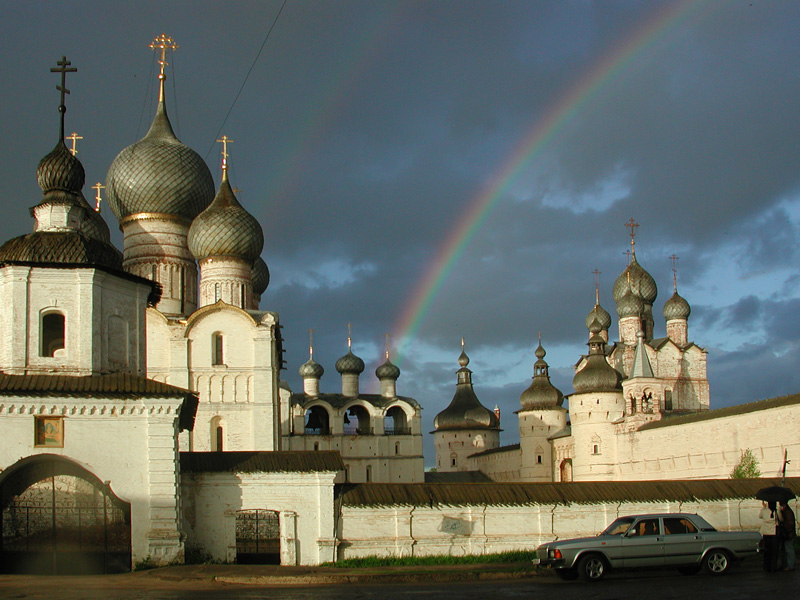
ロストフのクレムリ

政治的重要性を失った後もロストフには宗教的重要性が残った。988年にはロシア最初期の主教座のあったロストフでは、14世紀にロストフ主教が大主教に格上げされ、16世紀にはロストフ府主教に格上げされた。現在もロストフのランドマークとなっているクレムリン（城塞）は、17世紀の府主教イオナ・シソエヴィチが築いた府主教の邸宅であり、モスクワ以外のクレムリンの中でも美しさの際立つものとなっている。
ロストフは13世紀後半のモンゴル帝国による略奪以後、ノガイ・オルダの創始者エディゲによる1408年の襲撃まで様々な軍団の略奪を受け、大動乱期には1608年にポーランド王国軍による略奪を受けた。18世紀に府主教がヤロスラヴリに移転すると、ロストフは静かな田舎町となり、現在はクレムリ（城塞）や多くの修道院を擁する観光地になっている。

## 姉妹都市
- スティーブンスポイント、アメリカ合衆国
- フリーレンドルフ、ドイツ

## ギャラリー

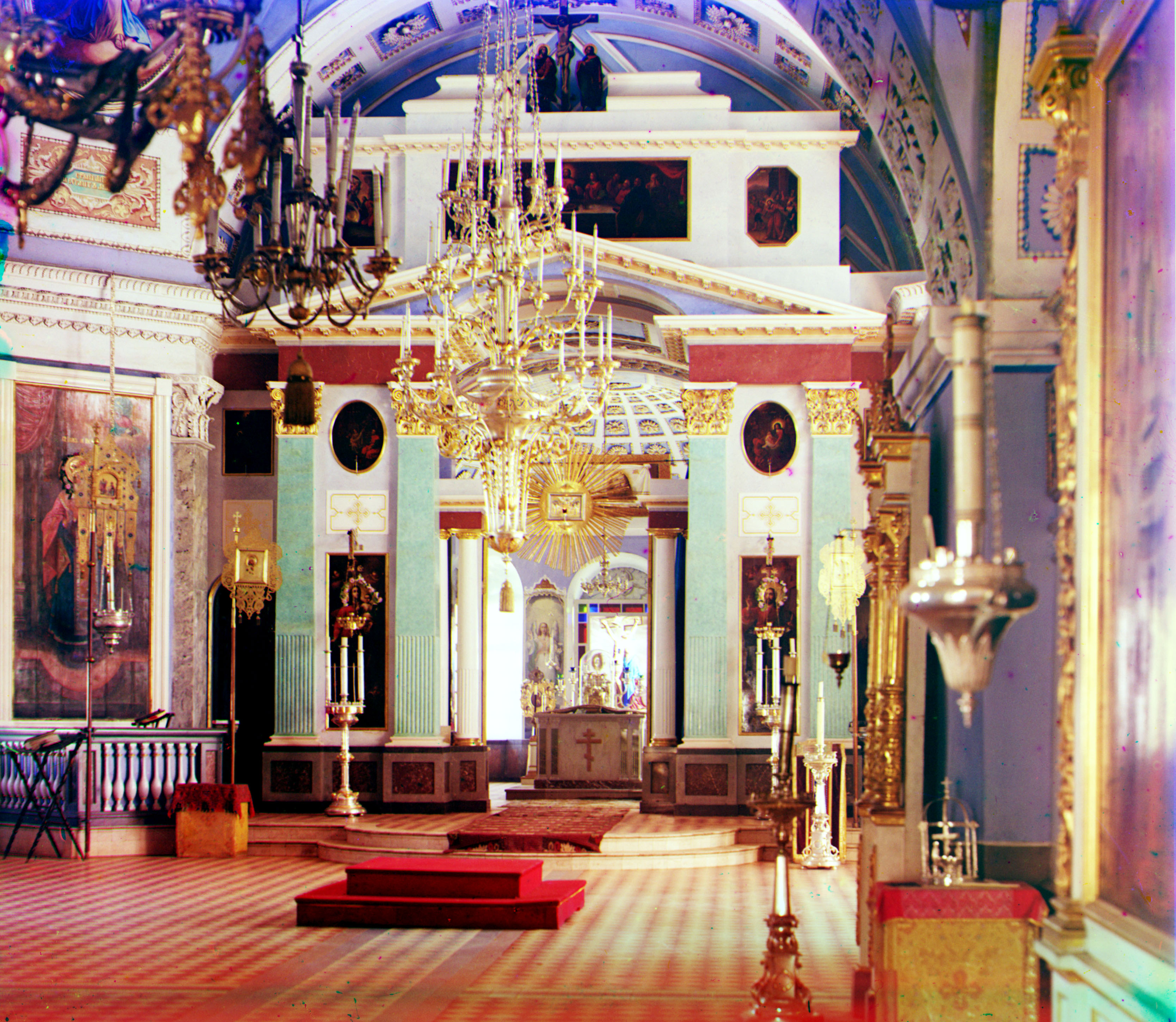
シェレメチェフ聖堂内部。セルゲイ・プロクジン＝ゴルスキーが1910年に撮影したカラー写真
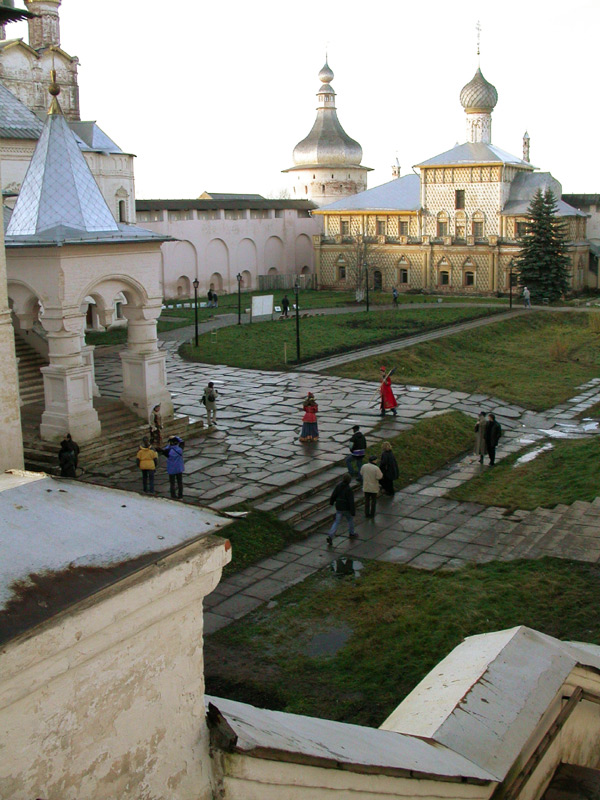
ロストフのクレムリ
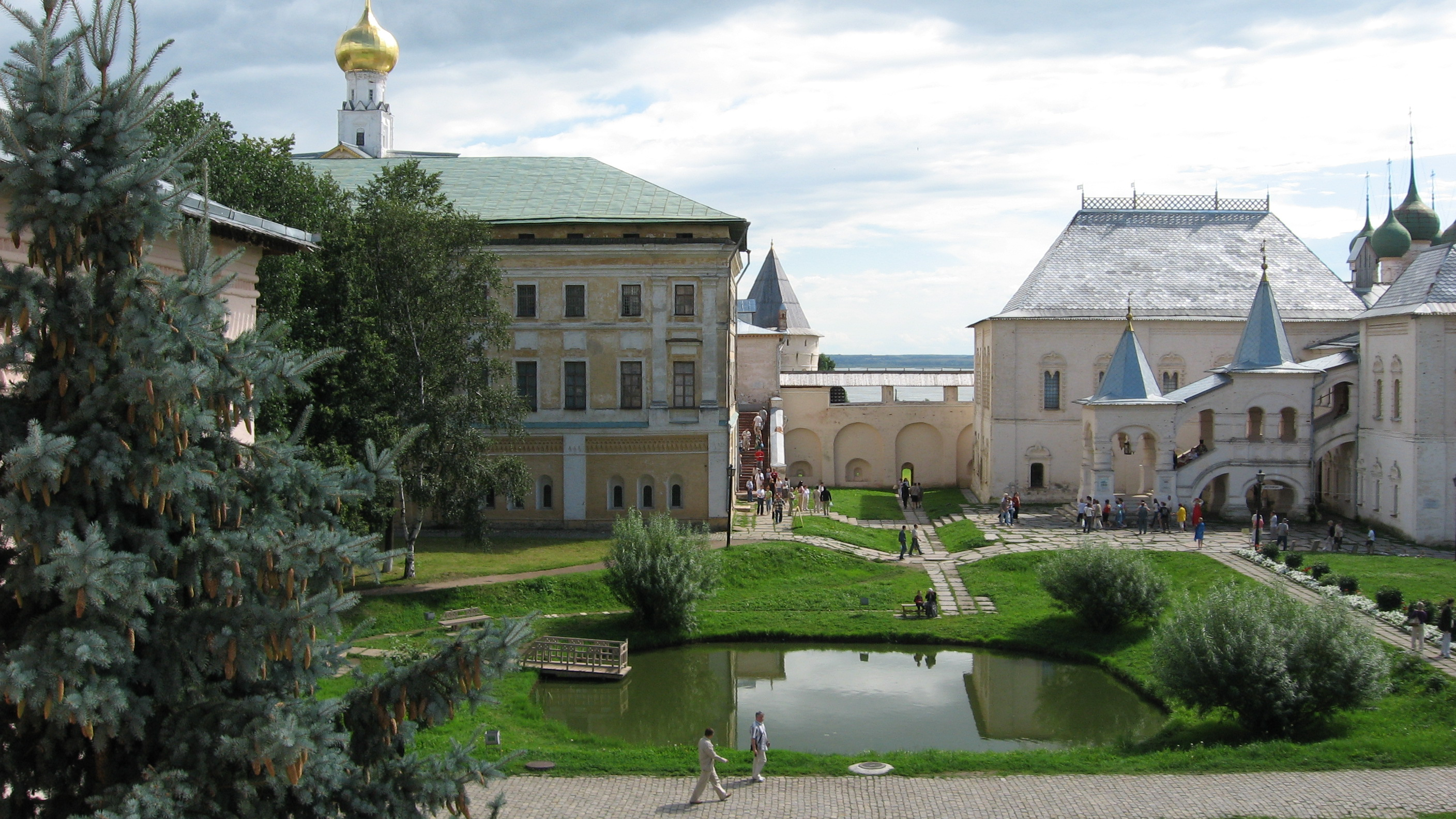
ロストフのクレムリ
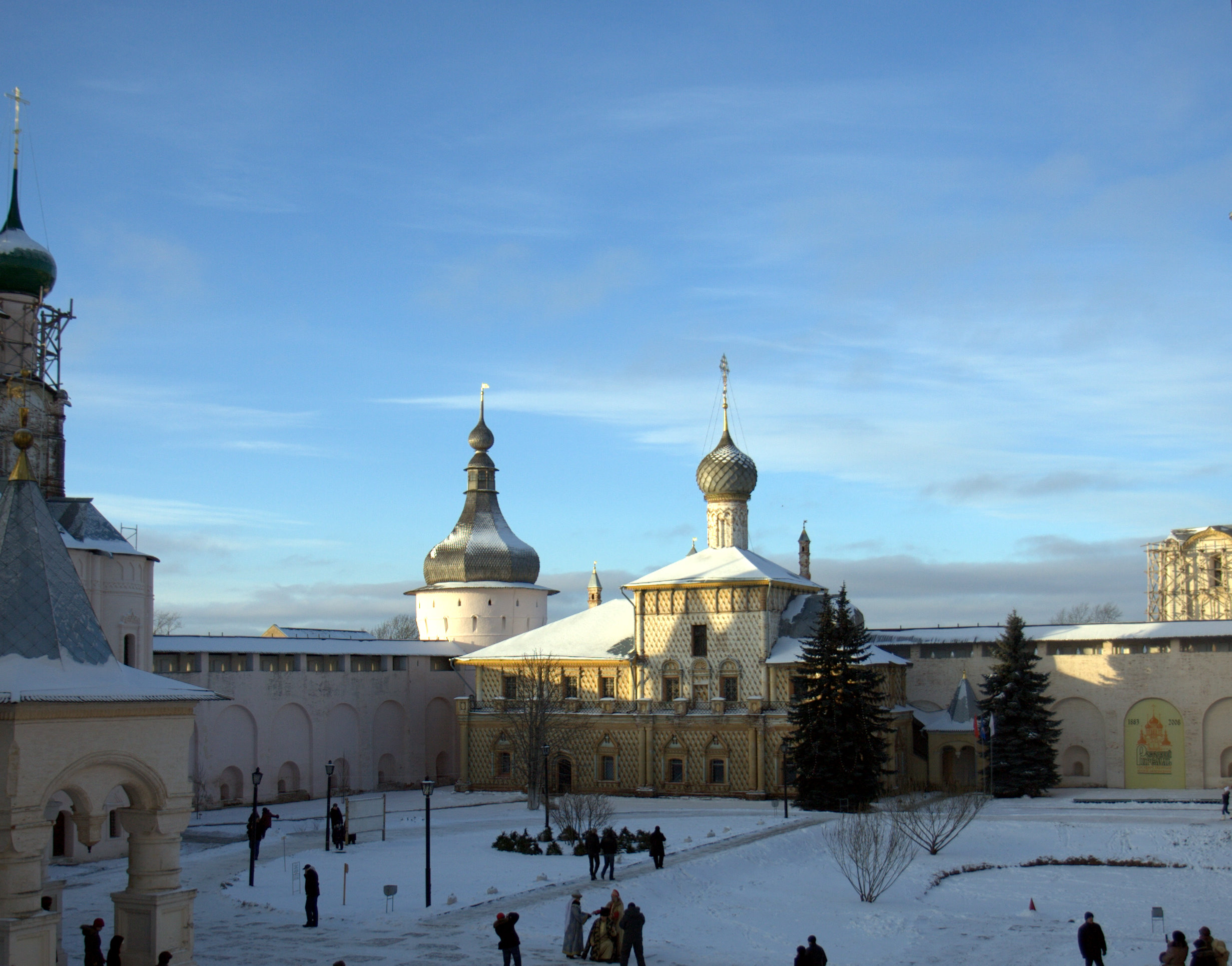
ロストフのクレムリ
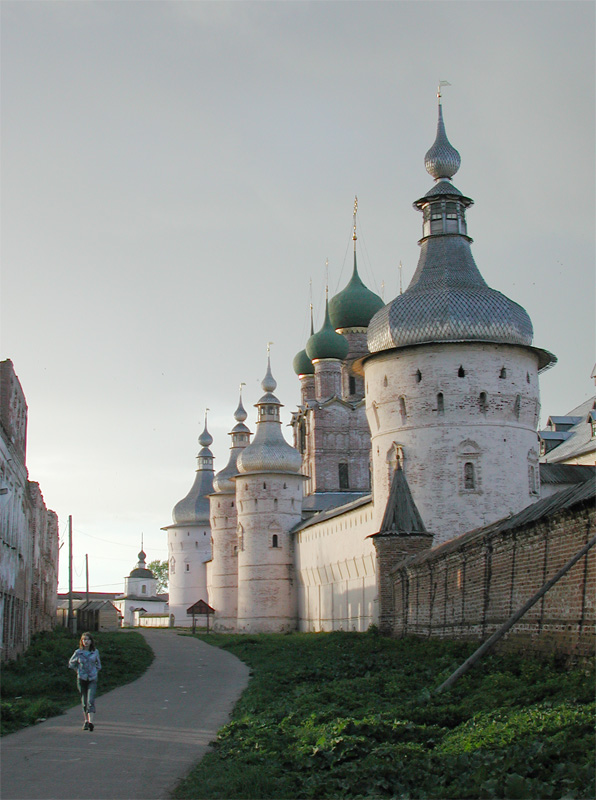
ロストフのクレムリ
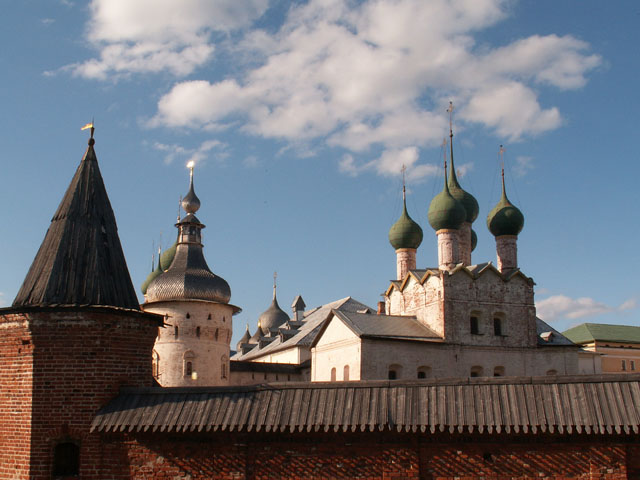
ロストフのクレムリ
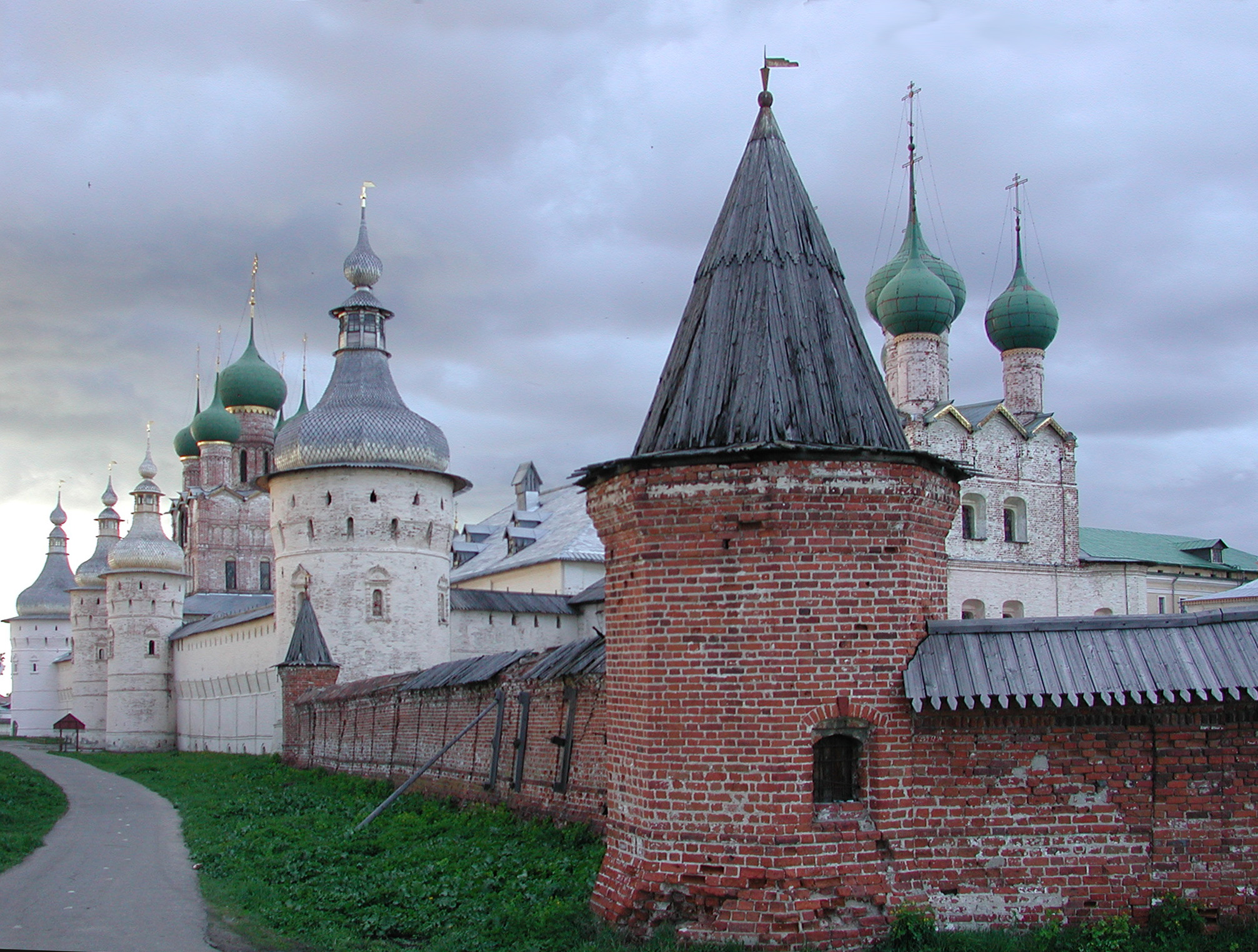
ロストフのクレムリ
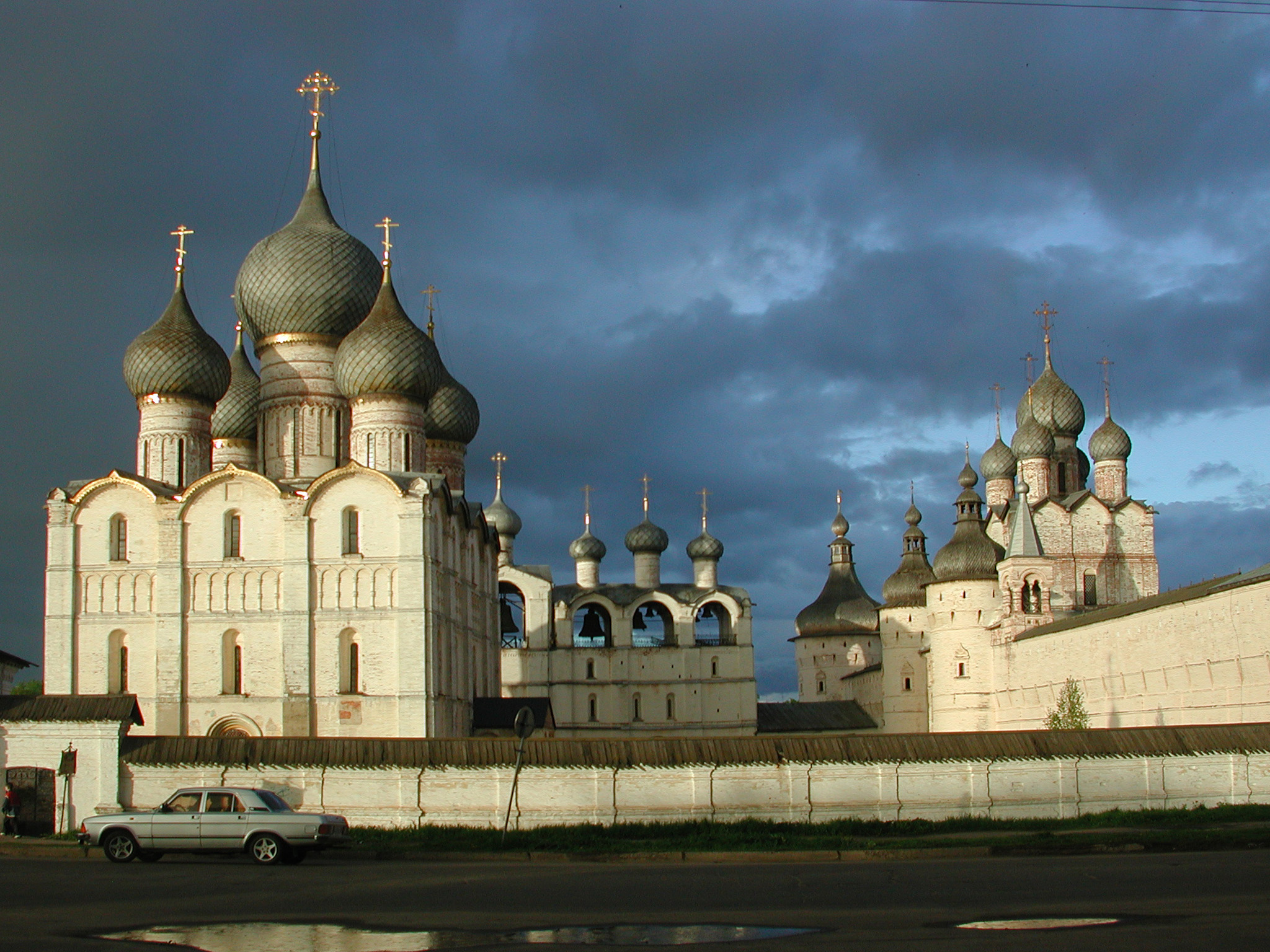
クレムリ内部にある生神女就寝大聖堂
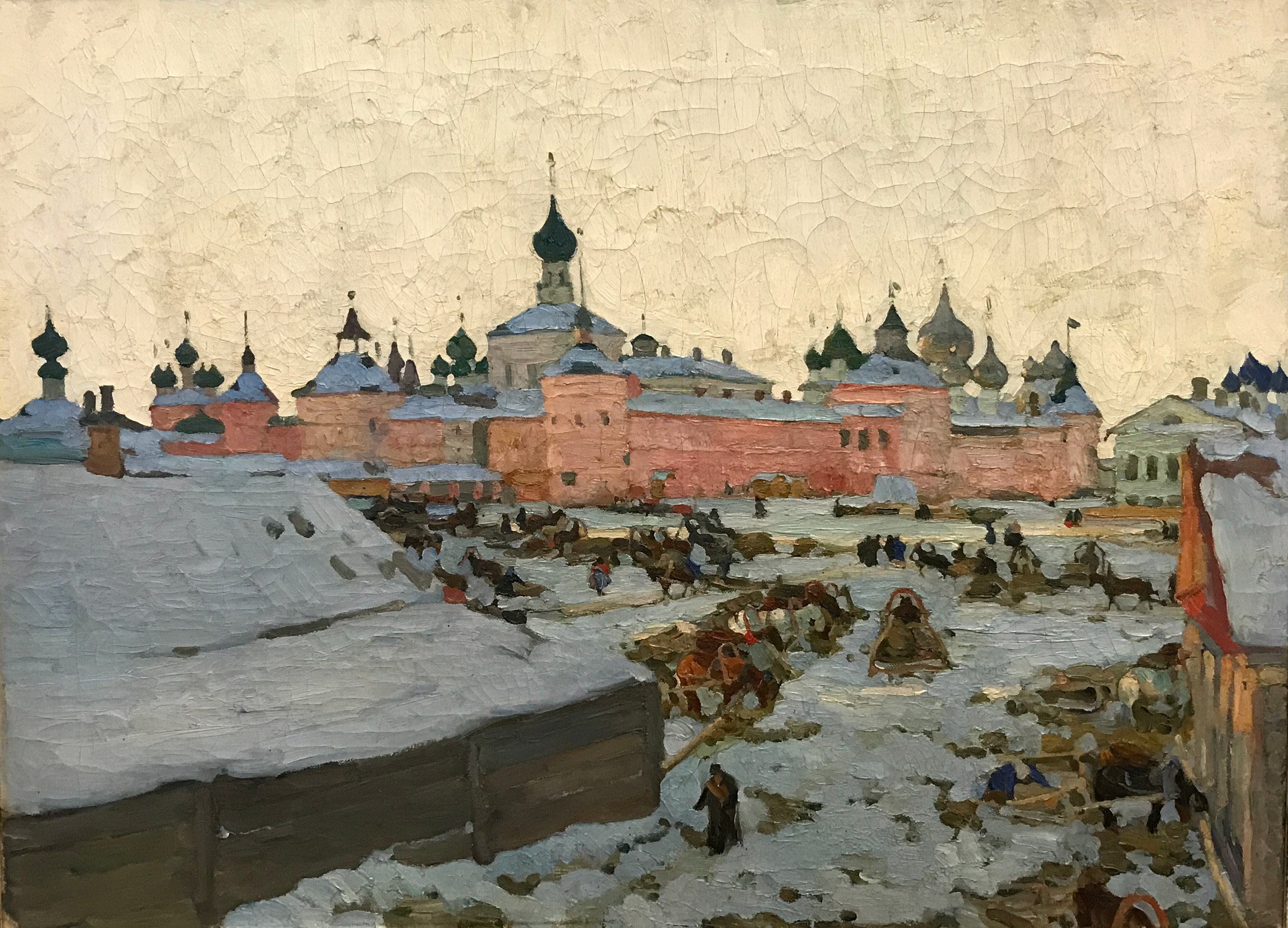
「冬のロストフ」画：コンスタンチン・ユオン